# Tewkesbury
Tewkesbury – miasto i civil parish w Wielkiej Brytanii, w południowo-zachodniej Anglii, w hrabstwie Gloucestershire, w dystrykcie Tewkesbury. Miasto położone jest u ujścia rzeki Avon do rzeki Severn. W 2011 roku civil parish liczyła 10 704 mieszkańców. Tewkesbury zostało wspomniane w Domesday Book (1086) jako Tedechesberie/Teodechesberie/Teodeckesberie.

## Miasta partnerskie
- Miesbach